# Freeskiing
Freeskiing také označovaný jako new-school skiing je specifický druh alpského lyžování. Anglický název této sportovní disciplíny znamená volné (svobodné) lyžování a tomu odpovídá také filosofie tohoto sportu. Angličtina pronikla také do terminologie, která využívá i typického slangu, kterým svetovymi lyžaři označují např. jednotlivé triky podobně jako ve snowboardingu nebo skateboardingu. Nejčastěji bývá freeskiing popisován jako množina sportovního sjezdového lyžování, kam patří jízda ve volném terénu mimo sjezdovky tzv. off-piste lyžování neboli freeride a druhá podskupina označovaná jako freestyle lyžování.
Freeskiing:
- Freeride (jízda ve volném terénu)
- Freestyle
  - Big air
  - Skicross
  - Slopestyle (jízda ve snowparku)
  - U-rampa
  - Urban (jízda ve městě, např. přes zábradlí, zídky či schody)

## Historie
Freeskiing je relativně mladý sport, který následoval snowboarding. V dnešní podobě byl popsán v roce 1990. Mezinárodní lyžařská federace (FIS) se v té době snažila do tohoto sportu vnést pravidla a řád závodů podobně jako je to u ostatního sjezdového lyžování. Pravidla FIS omezovala lyžaře v rozvoji nových triků a ti si brzy uvědomili, že freeskiing má mnohem blíže k postojům snowboardingu než k tradičnímu sjezdovému lyžování. V roce 1996 tak založili vlastní asociaci International freeskiers association, která pořádá závody méně spoutané pravidly než FIS.

## Lyže
Lyžaři při freeskiingu obvykle používají speciální lyže. Pro freeride jsou lyže širší, aby se v hlubokém sněhu nebořily. Pro freestyle používají lyžaři kratší lyže se zahnutými patkami, aby jezdec mohl jezdit a doskakovat pozadu.

## Známí lyžaři
- Simon Dumont (USA)
- Tanner Hall (USA)
- Seth Morrison (USA)
- Jonny Moseley (USA)
- Jon Olsson (SWE)
- Sean Pettit (CAN)
- Candide Thovex (FRA)
- Tom Wallisch (USA)
- Jossi Wells (NZL)

## Úmrtí při freeskiingu
Freeskiing je nebezpečný sport a dochází při něm k řadě zranění a často dokonce k úmrtí. Proto je řazen mezi extrémní sporty. Úrazy s tragickými následky se nevyhýbají ani legendám tohoto sportu. Mezi známé lyžaře, kteří při freeskingu zahynuli, patří např.:
- Sarah Burkeová (CAN)
- CR Johnson (USA)
- Shane McConkey (CAN)